# Ruijin
Ruijin (en chinois : 瑞金 ; pinyin : Ruìjīn) est une ville de la province du Jiangxi en Chine. C'est une ville-district placée sous la juridiction de la ville-préfecture de Ganzhou.
Le 7 novembre 1931, Mao Zedong a créé la République soviétique chinoise dans cette ville.

## Démographie
La population du district était de 579 443 habitants en 1999.

## Personnalités liées à la commune
- Lai Xiaomin (1962-2021), homme d'affaires chinois.